# Venture Dome
Der Venture Dome (englisch für Wagniskuppel) ist ein großer und mit Gletscherspalten durchsetzter Eisdom im ostantarktischen Mac-Robertson-Land. Er ragt 50 km südlich des Tvitoppen auf.
Mehrere Mannschaften, die ab 1957 von der Mawson-Station aus ins Inland unterwegs waren, sichteten ihn, vermieden jedoch eingehendere Untersuchungen. Der erste war John Manning, der hier 1967 im Rahmen der Australian National Antarctic Research Expeditions eine Tellurometerstation errichtet hatte. Das Antarctic Names Committee of Australia spielte 1968 mit der Benennung auf die Risiken an, die Manning bei der Querung der Gletscherspalten in Kauf genommen hatte.